# Związek Organizacji Wojskowej
Związek Organizacji Wojskowej – konspiracyjna organizacja utworzona przez podporucznika Witolda Pileckiego w obozie koncentracyjnym Auschwitz-Birkenau w 1940 roku.
Witold Pilecki znalazł się w KL Auschwitz na polecenie kierownictwa podziemnego ruchu oporu. Początkowo w zamiarach wywiadowczych, w miarę upływu czasu stworzył tam organizację konspiracyjną, której głównym celem było zbrojne opanowanie obozu i uwolnienie więźniów. W codziennej działalności Związek Organizacji Wojskowej zbierał informacje o warunkach życia więźniów i zbrodniach załogi Obozu, a przede wszystkim starał się pomóc więźniom przetrwać pobyt w Obozie. Zaopatrywano więźniów w żywność i lekarstwa dostarczane przez przy-obozowy ruch oporu, starano się lokować ich w komandach o łagodniejszych warunkach życia i pracy.
ZOW stanowili przede wszystkim więźniowie – byli żołnierze i oficerowie Wojska Polskiego. W szczytowym okresie działalności w 1942 roku ZOW liczył około 800 zaprzysiężonych więźniów. Ze względu na przygotowanie ewentualnego zbrojnego wystąpienia formalnym dowódcą ZOW był ppłk Kazimierz Heilman-Rawicz, a po jego wywiezieniu do obozu w Mauthausen – ppłk Juliusz Gilewicz. Jednakże rzeczywistym przywódcą i organizatorem ZOW był, aż do momentu ucieczki z obozu w kwietniu 1943 roku, ppor. Witold Pilecki. Po nim  ZOW dowodzili kolejno: ppłk Juliusz Gilewicz, Henryk Bartosiewicz, Józef Cyrankiewicz.
Do zbrojnego powstania w obozie na skalę planowaną przez kierownictwo ZOW nigdy nie doszło z powodu braku możliwości udzielenia wsparcia przez czynniki zewnętrzne.

## Członkowie ZOW
- ppłk Władysław Surmacki
- płk dypl. kaw. Jan Karcz
- płk piech. Aleksander Stawarz
- ppłk pil. Teofil Dziama
- ppłk dypl. kaw. Kazimierz Stamirowski
- ppor. rez. piech. Bernard Świerczyna
- Stanisław Dubois
- Jan Mosdorf
- Kazimierz Gilewicz, brat Juliusza
- por. Wincenty Gawron
- por. Stefan Bielecki
- por. Stanisław Gustaw Jaster
- por. rez. Jan Hrebenda
- kpt. Henryk Bartosiewicz
- rtm. Włodzimierz Makaliński
- Edward Ciesielski
- mjr Zygmunt Bończyk-Bohdanowski
- Józef Szkandera
- Eugeniusz Obojski
- dr Władysław Dering
- Jerzy de Virion
- Roman Zagner